# Daniel Serva
Daniel Serva (Barquisimeto, Venezuela) es un fotógrafo y manipulador digital venezolano, conocido por sus autorretratos.

## Biografía
Nace en Barquisimeto, Venezuela. En el 2015 durante su carrera universitaria en Asunción, Paraguay comienza a crear autorretratos de forma autodidacta.

## Trayectoria profesional
Su carrera comienza cuando en 2015 se embarca en el Proyecto 365, un diario visual en el que buscaba expresar lo que sentía día a día durante un año. Mezcló y editó las imágenes con efectos que las transforman en piezas surreales. Tiempo después de difundir su trabajo en redes, fue compartido por la página oficial de Instagram.  Desde entonces ha trabajado para empresas como  Adobe, Shutterstock, MSI y Skillshare.
Se encarga de todas las facetas de sus obras, desde la conceptualización de la idea y la toma de la imagen o imágenes que componen sus fotomontajes hasta la creación completa de estos mediante tratamiento digital.
Ha sido el primer artista venezolano en convertirse en Adobe Partner, creando para Photoshop varias piezas, incluyendo la que formó parte de la campaña de Photoshop del año 2020.[cita requerida]
Desde 2017 ha exhibido su trabajo en exposiciones en galerías y museos dentro y fuera de Venezuela.

## Exhibiciones y reconocimientos
- Venezuela, 2017 - Museo de Arte Contemporáneo del Zulia. 13° National Salon of Young Artists.
- Venezuela, 2017 - Individual “A Journey to the Unconscious” - Galería Villalón (VGA)[9]
- Miami, 2018 - Collective “Paralell 18” Miartspace. Wynwood District.
- New York, 2018 - The Latin American Contemporary Fine Art Exhibition
- Barquisimeto, 2018 - AMPM Collective Opening
- Paris, 2019 International Photo Expo Ethereal: A Daily Poetry | ImageNation.
- Milan, 2019 - Collective Sublimation | Seven Days Photo Agency.
- LensCulture Art Photography Awards Finalist, 2019.
- Finalista en la World Photographic Cup, representando al equipo de Venezuela, 2019.[10]
- Milan, 2021 - ImageNation Milan[11] The New Aesthetics